# 土居市太郎
土居 市太郎（どい いちたろう、1887年〈明治20年〉11月20日 - 1973年〈昭和48年〉2月28日）は、将棋棋士。名誉名人。1932年から1934年に日本将棋連盟会長を務めた。関根金次郎十三世名人門下。弟弟子に金易二郎・花田長太郎・木村義雄・渡辺東一らがいる。愛媛県和気郡（現：松山市三津浜）出身。棋士番号の割り当てなし。

## 経歴
明治20年（1887年）11月20日三津浜に生まれる。12歳の頃、病気にかかり左脚が不自由となり、名医の治療を受けるために上京を志す。しかし、左脚が不治だとわかったため、将棋で身を立てる決心をしたという。
明治40年（1907年）10月、遊歴中の関根金次郎に見出されて入門する。上京した後は関根の玄関番をしたり、各地の将棋所を回ったりした。18歳で入段。
明治42年（1909年）、関根が井上義雄八段らと共に「将棋同盟社」を結成すると、土居も参加する。明治43年（1910年）、四段となる。
大正2年（1913年）、奥野一香の娘を娶り、独立する。
大正4年（1915年）、坂田三吉が、十二世名人小野五平、柳沢保恵伯爵（愛棋家として知られた）らの援助を受けて八段を許された上で、同じ八段の関根、井上と対戦をするため上京する。関根は健康を理由に参加せず、井上は坂田と一戦して敗れると延期を申し出たため、柳沢の指名で当時六段であった土居が坂田と対戦することになった。その際、香落ちでの対戦を求められたため柳沢に抗議した。柳沢は関根と図った上で土居の七段昇段を認めたという。その後の坂田との香落ち戦に勝利するが、この将棋は「棋譜非公開」と約束させられていたという。
大正6年（1917年）11月4日、土居が9月に8連勝の規定を満たしたことにより八段昇段が認められた。ただし、この土居の「八段昇段問題」で師の関根との袂を分かつことになった（詳細は『#「八段昇段問題」と「土居時代」』参照）。
大正10年（1921年）5月8日に師の関根が十三世名人を襲位。一方の土居八段もまた実力を大いに発揮し「土居時代」を示した（詳細は『#「八段昇段問題」と「土居時代」』参照）。
大正12年（1923年）の関東大震災を受けた棋界再編で、大正13年（1924年）に関根の「東京将棋倶楽部」、大崎熊雄七段の「東京将棋研究会」と合同し、「東京将棋連盟」を結成し、土居が初代会長に就任した。
昭和6年（1931年）、文藝春秋社主催の木村義雄との五番勝負で、1勝4敗となり敗れる。
昭和10年（1935年）、実力制名人戦が開始され、第1期リーグに参加。しかし既に指し盛りを過ぎており、木村義雄が第1期名人に就任する。
昭和15年（1940年）、第2期名人戦で好成績をあげて挑戦者となるが、木村義雄に1勝4敗で敗退。土居唯一の勝局となった一戦は「定山渓の決戦」と称されている。
昭和24年（1949年）、引退。
昭和29年（1954年）4月1日、日本将棋連盟から「名誉名人」贈位。
昭和45年（1970年）、将棋界で初となる勲四等瑞宝章を受ける。東京サンケイホールで盛大な祝賀会を催した。
昭和48年（1973年）2月28日、肺癌のため死去。葬儀は将棋連盟葬として行われた。
順位戦A級通算3期（第1期（1947年度） - 第3期（1949年度））、1932年には日本将棋連盟会長。

### 「八段昇段問題」と「土居時代」
大正6年（1917年）の9月、当時七段であった土居は『萬朝報』掲載の「将棋同盟社」の東西戦において東軍8人に8連勝し優勝した。この8連勝は八段への昇段とする規定の成績であった。しかし、この時点で土居を八段とすると、師の関根八段と子弟の土居とが同格となることを意味し、これは序列を重んじる関根にとっても自身の名人襲位に波乱を与えるものであることから、関根とその支援者は土居の八段昇段を直ちに認める状況になく「待った」をかけた。
このような状況下で、大正6年（1917年）10月8日に師の関根が、関西より再び上京した坂田と密かに対局し、敗れるという事件が発生、これを『萬朝報』『国民新聞』が大きく報じた。坂田は続いて「将棋同志会」を率いる井上義雄八段に挑戦を持ち掛けるも井上がこれを避けたことで、坂田は次期名人位継承に大きな発言権を持つ状況となった。
この状況に東京棋界には動揺が走ったが、今度は土居七段が坂田と平手戦で対戦することになった。同1917年10月16・17日、東京・丸の内「日本倶楽部」で行われた両者の平手戦は、土居が勝利し坂田の名人への野望を砕いた。『萬朝報』は土居の勝利を報じ、この勝利で名人を坂田にかっさらわれずに済んだ関根も喜びを隠さなかったが、程なく土居の「八段問題」が再燃する。
8連勝の八段昇段規定を満たし、また、坂田戦にも勝利した土居であったが、師の関根は八段を認めなかった。このような態度の関根に対し『萬朝報』は、坂田に敗北した関根の責任を追及、関根が嘱した同紙の将棋欄の講評権を土居に移すこととしたが、関根と土居の関係はますます悪化した。
同1917年11月4日、土居は「将棋同盟社」の定式会で八段昇段の推薦を受け昇段、翌11月5日付の『国民新聞』では次の告知を掲載した。

土居師八段に――四日決定
本社棋士　七段　土居市太郎
右ハ七段の処、本年九月ヲ以ッテ本社東西戦ニ於イテ東軍八人ニ連勝セリ、依ッテ
本社規定ニ拠リ八段に推薦ス
大正六年十一月四日
将棋同盟社
幹事　五段　堀川英歩

幹事　五段　岡村豊太郎

幹事　四段　奥野一香
（「近代将棋 1974年7月号」内『勝負師一代（土居市太郎聞書）(3) / 天狗太郎』より）

この決定に反発した関根は翌12月に「将棋同盟社」を退社し、『萬朝報』『国民新聞』の将棋欄の講評権を手放した。その後、土居は「将棋同盟社」で、『萬朝報』『国民新聞』の将棋欄を担うことになった。このように、土居と師の関根は土居の「八段昇段問題」により袂を分かつことになった。
関根は二番弟子の金易二郎七段の助力を得て「読売新聞」「報知新聞」の将棋欄を請け負うことようになり、また関根・金らは1918年6月に新たな団体「東京将棋倶楽部」（愛棋家・柳澤保惠伯爵の命名）を結成した。
その後、関根は土居の八段昇段を認め、1919年3月に催された土居八段の披露会にも出席し八段免状を手渡した。
上述のように、坂田を打ち破っての八段昇段以降、土居は20年にわたる一時代を築くことになり、「土居時代」とも称された。「土居時代」を経て、戦後創設された「順位戦」で61歳にしてA級棋士として指すまで、土居の活躍は長く続いた。

## 名誉名人
1954年〈昭和29年〉4月1日、土居は日本将棋連盟から「名誉名人」の称号が贈られた。

名誉名人　土居市太郎殿
明治の末年棋界に入り棋士生活四十有余年の長きに及ぶ大正の中期既に第一人者の称を得

途中制度の変革にあいたるも棋界振興に寄与せる功尠からず

その棋歴に鑑み栄誉を彰し玆に頭書の称号を贈位す
昭和二十九年四月一日
日本将棋連盟
会長　坂口允彦
（「写真でつづる将棋昭和史」126-127頁より）

土居は実質第一人者であった時代があったこともあり名誉名人が贈られたが、小菅剣之助と同様、実際には名人には就くことはなかった。そのため「名誉名人は名人になっていない者の称号」という認識が生じ、後に名誉名人の称号を打診された升田幸三が「土居名誉名人と同じではいやだ」と言って断り、名人就位経験のある升田のため新たに実力制第四代名人という称号が考案された。

## 弟子

### 棋士
| 名前       | 四段昇段日     | 段位、主な活躍                                      |
| ---------- | -------------- | --------------------------------------------------- |
| 金子金五郎 | 1920年         | 九段、A級在籍1期                                    |
| 萩原淳     | 1924年         | 九段、A級在籍3期                                    |
| 梶一郎     | 1934年         | 九段、A級在籍1期                                    |
| 松下力     | 1934年         | 九段、一般棋戦優勝3回、A級在籍2期                   |
| 吉田六彦   | 1943年         | 七段                                                |
| 加藤博二   | 1944年4月1日   | 九段、タイトル挑戦1回、一般棋戦優勝2回、A級在籍10期 |
| 関屋喜代作 | 1955年12月19日 | 八段、一般棋戦優勝1回                               |
| 大内延介   | 1963年4月1日   | 九段、棋王1期、一般棋戦優勝8回、A級在籍6期          |

梶は土居の次女と結婚している。

## 昇段履歴
- 1907年0月0日：初段 = 入門[11]
- 1910年0月0日：四段 [11]
- 1911年0月0日：五段 [11]
- 1914年0月0日：六段 [11]
- 1915年0月0日：七段 [11]
- 1916年0月0日：八段 [3][11]
- 1949年0月0日：引退 [11]
- 1954年4月1日：名誉名人 [3]

## 主な成績

### タイトル挑戦
- 名人 1回（第2期 - 1940年度）

挑戦回数 1回

### 在籍クラス
| 開始 年度 | (出典)順位戦出典 | (出典)順位戦出典 | (出典)順位戦出典 | (出典)順位戦出典 | (出典)順位戦出典 | (出典)順位戦出典 | (出典)順位戦出典 | (出典)順位戦出典 |
| 開始 年度 | 期               | 名人             | A級              | B級              | B級              | C級              | C級              | 0                |
| 開始 年度 | 期               | 名人             | A級              | 1組              | 2組              | 1組              | 2組              | 0                |
| --- | ---------------- | ---------------- | ---------------- | ---------------- | ---------------- | ---------------- | ---------------- | ---------------- |
| 1947 | 1                | 八段戦 順位4位   | 八段戦 順位4位   | 八段戦 順位4位   | 八段戦 順位4位   | 八段戦 順位4位   | 八段戦 順位4位   | 八段戦 順位4位   |
| | 1                |                  | A 04             |                  |                  |                  |                  | 8-5              |
| 1948 | 2                |                  | A 04             |                  |                  |                  |                  | 8-6              |
| 1949 | 3                |                  | A 04▼            |                  |                  |                  |                  | 2-7/B級降級      |
| 1949 |                  | （1949年 引退）  | （1949年 引退）  | （1949年 引退）  | （1949年 引退）  | （1949年 引退）  | （1949年 引退）  | （1949年 引退）  |
| 順位戦の 枠表記 は挑戦者。 右欄の数字は勝-敗(番勝負/PO含まず)。 順位戦の右数字はクラス内順位 ( x当期降級点 / *累積降級点 / +降級点消去 ) |                  |                  |                  |                  |                  |                  |                  |                  |

## 栄典
- 勲四等瑞宝章（1970年）

## エピソード
- 将棋界には「亥年うまれの八段以上」という条件で「亥年会」という会があり、一緒に旅行等をしていた。メンバーは土居の他は、大野源一、大山康晴、原田泰夫、加藤博二、広津久雄、有吉道夫、中原誠、桐山清澄、石田和雄ら[16]。